# Bất phương trình
Trong toán học, bất phương trình được định nghĩa thông qua khái niệm hàm mệnh đề (mệnh đề chứa biến). Bài này trình bày một cách đơn giản nhất về các bất phương trình.

## Bất phương trình một ẩn trên trường số thực
Bất phương trình một ẩn là một mệnh đề (biểu thức) chứa biến  x so sánh hai hàm số f(x) và g(x) trên trường số thực dưới một trong các dạng
{\displaystyle f(x)<g(x),f(x)>g(x),f(x)\leq g(x),f(x)\geq g(x)}
Giao của hai tập xác định của các hàm số f(x) và g(x) được gọi là tập xác định của bất phương trình.
Tuy nhiên các bất phương trình trên đều có thể chuyển về dạng tương đương f(x)> 0 (hoặc f(x) ≥ 0).
Cũng như trong phương trình, biến x trong bất phương trình cũng được gọi là ẩn, hàm ý là một đại lượng chưa biết.
Sau đây ta sẽ xét bất phương trình dạng tổng quát f(x)> 0.
Nếu với giá trị x = a, f(a) > 0 là bất đẳng thức đúng thì ta nói rằng a nghiệm đúng bất phương trình f(x) > 0, hay a là nghiệm của bất phương trình.
Tập hợp tất cả các nghiệm của bất phương trình được gọi là tập nghiệm hay lời giải của bất phương trình, đôi khi nó cũng được gọi là miền đúng của bất phương trình. Trong nhiều tài liệu người ta cũng gọi tập nghiệm của bất phương trình là nghiệm của bất phương trình.
Giải một bất phương trình  nghĩa là tìm tập nghiệm của nó.
- Ví dụ: Bất phương trình {\displaystyle 4x+2>0} nghiệm đúng với mọi số thực {\displaystyle x>-0.5}. Tập nghiệm của bất phương trình là:{\displaystyle \{x\in R\mid x>-0.5\}=(-0.5;\infty )}

## Bất phương trình của nhiều ẩn
Khái niệm bất phương trình có thể mở rộng thành bất phương trình n biến trên {\displaystyle \mathbb {R} ^{n}} hoặc trên tập bất kỳ của biến x nhưng các hàm f(x) và g(x) phải nhận giá trị trên các tập sắp thứ tự toàn phần.

## Phân loại bất phương trình
Các bất phương trình một ẩn đều có thể chuyển về dạng f(x)>0 hoặc f(x)≥0.
Khi đó phân loại của bất phương trình được quy về phân loại của hàm f(x)
1. Các bất phương trình đại số bậc k là các bất phương trình trong đó f(x) là đa thức bậc k.
2. Các bất phương trình vô tỷ là các bất phương trình có chứa phép khai căn
3. Các bất phương trình mũ là các bất phương trình có chứa hàm mũ (chứa biến trên lũy thừa).
4. Các bất phương trình logarit là các bất phương trình có chứa hàm logarit (chứa biến trong dấu logarit).

## Cách giải một số bất phương trình đại số bậc thấp
Sau đây chỉ nói về các bất phương trình dạng f(x) > 0. Các kết quả tương tự cho các bất phương trình với dấu ≥.

### Bất phương trình bậc nhất một ẩn
Bất phương trình bậc nhất một ẩn là bất phương trình dạng: {\displaystyle a.x+b>0\,}, trong đó:
Truòng hợp a ≠ 0 thì:
- Nếu a > 0, tập nghiệm của bất phương trình này là: {\displaystyle x>-{\frac {b}{a}}}.
- Nếu a < 0, tập nghiệm của bất phương trình này là: {\displaystyle x<-{\frac {b}{a}}}.

Trường hợp a = 0 thì:
- Nếu b > 0, Phương trình vô số nghiệm.
- Nếu b < 0, Phương trình vô nghiệm.

### Bất phương trình bậc hai một ẩn
Bất phương trình bậc hai một ẩn là bất phương trình dạng:
trong đó a ≠ 0.
Đặt {\displaystyle \Delta =b^{2}-4ac}. Ta có các trường hợp sau:
1. Nếu {\displaystyle \Delta } < 0 và
  - a < 0 thì bất phương trình không nghiệm đúng với mọi giá trị thực của x. Tập nghiệm là: {\displaystyle \varnothing }.
  - a > 0 thì bất phương trình nghiệm đúng với mọi giá trị thực của x. Tập nghiệm là: {\displaystyle \mathbb {R} }.

2. Nếu {\displaystyle \Delta } = 0 và
- a < 0 thì bất phương trình không nghiệm đúng với mọi giá trị thực của x. Tập nghiệm là: {\displaystyle \varnothing }.
- a > 0 thì bất phương trình nghiệm đúng với mọi giá trị thực của x khác {\displaystyle -{\frac {b}{2a}}}. Tập nghiệm là: {\displaystyle \mathbb {R} \setminus \left\{{\frac {-b}{2a}}\right\}}.

3. Nếu {\displaystyle \Delta } > 0, gọi x1, x2 (x1 < x2) là hai nghiệm của phương trình bậc hai {\displaystyle ax^{2}+bx+c=0} với
Khi đó
- Nếu a > 0 thì tập nghiệm của bất phương trình là: {\displaystyle (-\infty ;x_{1})\cup (x_{2};+\infty )}

Tập nghiệm của bất phương trình bậc hai khi dương và a dương

Tập nghiệm của bất phương trình bậc hai khi dương và a âm

- Nếu a < 0 thì tập nghiệm của bất phương trình là: {\displaystyle (x_{1};x_{2})\,}

### Hệ bất phương trình bậc nhất hai ẩn
Hệ bất phương trình bậc nhất hai ẩn gồm một số bất phương trình bậc nhất hai ẩn x, y mà ta phải tìm các nghiệm chung của chúng. Mỗi nghiệm chung đó được gọi là một nghiệm của hệ bất phương trình đã cho.